# 桥头村 (巢湖市)
桥头村，中国安徽省合肥市巢湖市卧牛山街道的一个行政村，位于巢湖市西郊。总面积2.7平方公里，总人口2158人，耕地面积1133亩。桥头村包含7个自然村。合马公路经过桥头村。区划编码340181003201。